# Beaufort-en-Santerre
Beaufort-en-Santerre – miejscowość i gmina we Francji, w regionie Hauts-de-France, w departamencie Somma.
Według danych na rok 1990 gminę zamieszkiwały 133 osoby, a gęstość zaludnienia wynosiła 29 osób/km² (wśród 2293 gmin Pikardii Beaufort-en-Santerre plasuje się na 864. miejscu pod względem liczby ludności, natomiast pod względem powierzchni na miejscu 914.).